# Carnaval de Bogotá

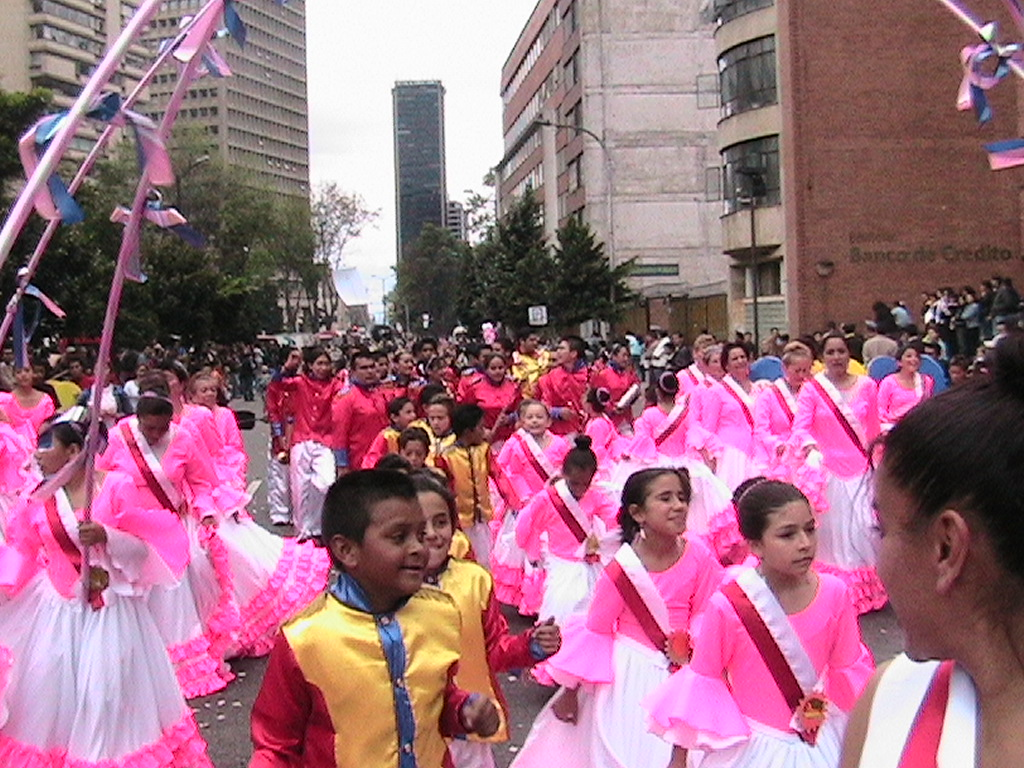
Imagen del Carnaval de Bogotá 2006

El Carnaval de Bogotá fue un evento que se realizaba anualmente durante los días 5 y 6 de agosto para conmemorar el aniversario de la fundación hispánica de la ciudad; este fue reemplazado por el Festival de Verano de Bogotá. La mayoría de los eventos de estas festividades tenía como lugar el Parque Simón Bolívar, las calles y plazas del centro de la ciudad. La primera edición del carnaval en el siglo XXI, se llevó a cabo en ocasión del aniversario número 467 y se denominó “La fiesta de la diversidad”; su lema fue: “Celebra la vida y exprésate como quieras”. Las festividades también comprenden fiestas de pre-carnaval que se realizan durante el mes de julio. Uno de los principales objetivos del carnaval es el de reflejar y promover la diversidad cultural y musical de Colombia.

## Objetivo
El Carnaval de Bogotá fue creado Mediante Resolución del 14 de abril del 2005 de la Alcaldía Mayor de Bogotá, orientado a propiciar ámbitos de festividad colectiva mediante la celebración de la vida, la expresión creativa, el goce y la apropiación de la ciudad, para fortalecer procesos de reconciliación desde la equidad, la inclusión y el reconocimiento entre pueblos, sectores y culturas del Distrito Capital.

## Actividades

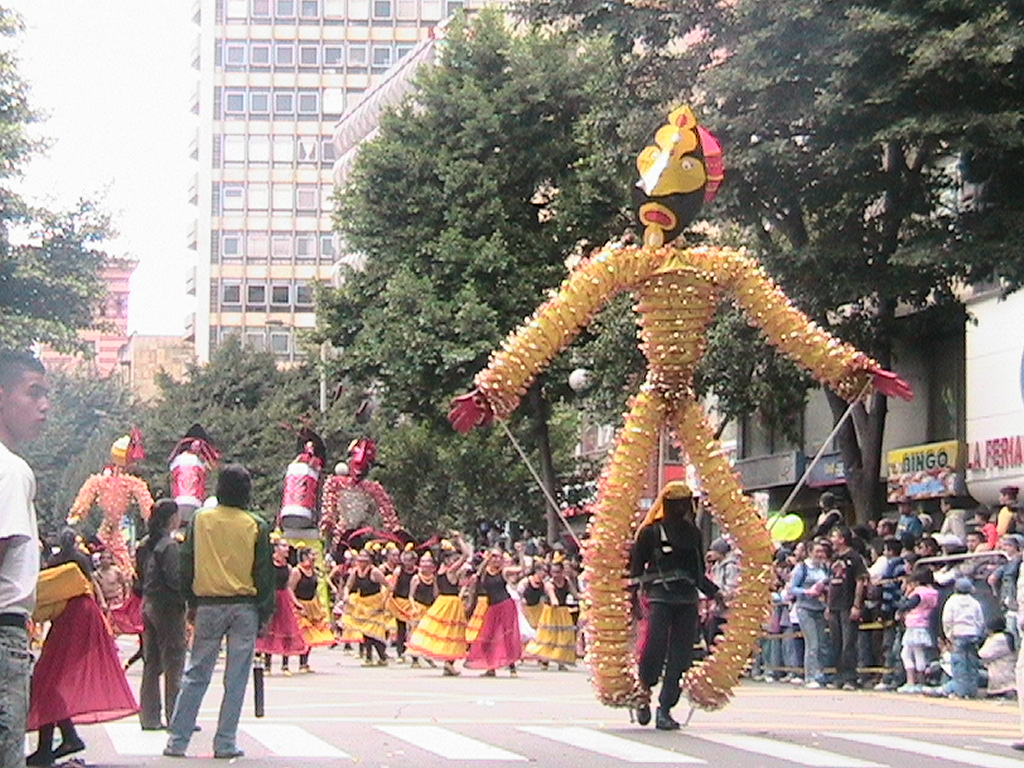
Comparsa en el Carnaval de la Reconciliación (2007)

Varios Tipos de Actividades acompañan el desarrollo de las fiestas del carnaval
- Comparsas: desfiles procesionales de grupos folclóricos y de danzas y de música que representan las manifestaciones culturales de las diferentes regiones y culturas del país.
- Verbenas: fiestas de barrio al aire libre con danzas, música, juegos y gastronomía de las diferentes regiones del país.
- Precarnaval: jornadas de motivación y preparación para el carnaval que incluyen eventos como ferias de teatro callejero, títeres, narración oral, etc.
- Carnaval - Carnaval de la Diversidad, 6 de agosto. Comprende un desfile metropolitano por las principales calles de la ciudad, con más de 30 comparsas, integradas cada una de ellas con al menos 50 personas.
- Carnaval de Niñas y Niños, en octubre, se realiza un desfile de las comparsas ganadoras del Carnaval por el centro de la ciudad, que se clausura con un gran evento cultural y artístico.

En la actualidad solo se realiza el desfile metropolitano de comparsas en el mes de agosto y ocasionalemente fiestas interculturales en las localidades de la ciudad.

## Historia del Carnaval
Según el historiador Marcos Gonzáles Bogotá fue una de las primeras ciudades del continente en tener Carnaval y que en el año 1539, un año después de la fundación hispánica de la ciudad la Corona española impuso las celebraciones con el nombre de Carnestolendas de Santafé de Bogotá que se llevaban a cabo durante la época de la Cuaresma. En 1561 se le permitió al cacique de Ubaque realizar las fiestas de su propia cultura y estas posteriormente hicieron parte de las Carnestolendas hasta finales del siglo XIX.
Las fiestas modernas del Carnaval en Bogotá datan del año 1916 y se originó con un reinado estudiantil;
La primera reina del carnaval estudiantil bogotano fue Elvira Zea, a consecuencia de lo cual tomó un nombre real, en esa ocasión fue el de Elvira I. La reina del carnaval era quien declaraba instituida la fiesta. En los años siguientes el carnaval fue añadiendo cada vez más comparsas y reinas de belleza.
En la década de 1930 los carnavales fueron suspendidos por el Gobierno Nacional y la Alcaldía de Bogotá debido a desórdenes causados por el abuso de alcohol.
Un intento de revivir el carnaval en el año de 1960 fracasó por razones de abuso de alcohol violencia y mucho desorden
El carnaval es resucitado por el alcalde mayor Luis Eduardo Garzón con el nombre de Carnaval de la Diversidad en el año 2005. Se inició su celebración el 6 de agosto para el cumpleaños de la ciudad. En octubre 30 se celebra la segunda edición del Carnaval de los Niños y de la Niñas . El carnaval de los Niños y de la Niñas se convierte en una celebración anual.
A partir del año 2008 bajo la administración del Alcalde Mayor Samuel Moreno Rojas se cambia el concepto de carnaval por el de fiesta, renombrando el evento como Fiesta de Amor por Bogotá, en un esfuerzo conjunto entre la Secretaría Distrital de Cultura, Recreación y Deporte y el Instituto Distrital de Patrimonio Cultural.

## Evolución del Carnaval
- 1539 - La Corona española impuso las celebraciones con el nombre de carnestolendas de Santafé de Bogotá.
- 1561 - El cacique de Ubaque se une a las fiestas con las fiestas de su propia cultura (Muisca).
- 1916 - Se celebra el primer carnaval estudiantil; Elvira I es elegida reina del Carnaval.
- 1930 - Suspendido debido a problemas de abuso de alcohol y de violencia.
- 1960 - Un intento de revivir el carnaval fracasa debido al abuso de alcohol y disturbios.
- 2005 - El carnaval es resucitado por el alcalde mayor Luis Eduardo Garzón con el nombre de Carnaval de la Diversidad. Se celebra el 6 de agosto para el cumpleaños de la ciudad. En octubre 30 se celebra la segunda edición del Carnaval de los Niños y de la Niñas con el lema ¿Cómo quisiera ser, de dónde vengo, para dónde voy, cómo soy?. El carnaval de los Niños y de la Niñas se convierte en una celebración anual.
- 2006 - El carnaval tomó el nombre de Carnaval del Trueque Creativo.
- 2007 - El carnaval se denominó Carnaval de la Reconciliación.
- 2008 - El carnaval se denominó Fiesta de Amor Por Bogotá en un cambio de orientación relacionada con la consolidación de la fiesta como un espacio de inclusión.
- 2009 - El carnaval se denominó Fiesta de Amor Por Bogotá  "Te imaginas a Bogotá en el año 2050".
- 2010 - El carnaval se denominó Fiesta de Amor Por Bogotá  "BICENTENARIO DE LA INDEPENDENCIA".
- 2011 - El carnaval se denominó Fiesta de Amor Por Bogotá bajo la temática "BOGOTA DIVERSA".